# William Beebe
Pour les articles homonymes, voir Beebe (homonymie).
Charles William « Will » Beebe (29 juillet 1877 - 4 juin 1962) est un naturaliste, un explorateur et un auteur américain. Il est considéré comme l'inventeur de la bathysphère.

## Biographie
Né à Brooklyn, New York, il fut le conservateur du département d'ornithologie pour la société zoologique de New York de 1899 à 1952. En 1919, il devint également directeur du département des recherches tropicales. Il était en outre un collaborateur régulier du National Geographic Magazine et un auteur de livres documentaires à succès, ses droits d'auteur l'aidant à financer ses expéditions.
Son intérêt pour l'exploration des fonds marins l'amena à travailler à l'invention de la bathysphère en compagnie d'Otis Barton. En 1930, il descendit à 183 m au large de Nonsuch Island (Bermudes). En 1934, il établit un record de descente à 923 m. Beebe effectua au total 35 plongées dans la bathysphère.

## Impacts des travaux de Beebe et héritage
William Beebe est un pionnier dans le domaine connu aujourd'hui sous le nom d'écologie. Sa théorie selon laquelle les organismes doivent être compris dans le contexte des écosystèmes qu'ils habitent est totalement nouvelle pour l'époque et a eu une grande influence,. La méthode qu'il invente pour analyser méthodiquement tous les organismes dans une petite zone de nature sauvage est devenue une méthode standard dans ce domaine. Beebe est également un pionnier dans le domaine de l'océanographie, créant un précédent avec ses plongées dans la bathysphère, que beaucoup d'autres chercheurs vont suivre.

### Tetrapteryx

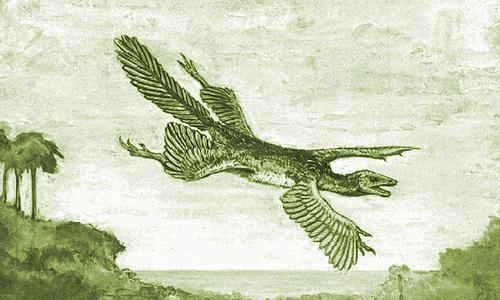
Illustration du Tetrapteryx par Beebe.

Avec son analyse de la phylogénie du faisan et ses études sur la vie dans les îles Galápagos, Beebe considère que l'une de ses contributions les plus importantes au domaine de la biologie évolutive est son hypothèse selon laquelle les ancêtres des oiseaux sont passés par ce qu'il a appelé un « stade Tetrapteryx », avec des ailes sur les membres antérieurs et postérieurs. Beebe fonde cette théorie sur son observation que les oisillons et les embryons de certains oiseaux modernes possèdent de longues plumes sur les pattes, ce qu'il considérait comme un atavisme ; il remarque également des vestiges d'ailes de pattes sur l'un des spécimens d'Archaeopteryx. Beebe décrit son idée dans un article publié en 1915 dans Zoologica, intitulé « A Tetrapteryx Stage in the Ancestry of Birds ».
Gerhard Heilmann a longuement discuté de l'hypothèse Tetrapteryx de Beebe dans son livre The Origin of Birds (« L'Origine des oiseaux »), publié en 1926. Heilmann examine les oisillons de nombreuses autres espèces d'oiseaux, à la fois étroitement liées à celles étudiées par Beebe et appartenant à des espèces plus primitives, dans l'espoir de trouver des preuves supplémentaires de l'existence des ailes de pattes que Beebe avait documentées. Après avoir échoué à trouver de telles preuves, Heilmann rejette finalement l'hypothèse Tetrapteryx de Beebe, ce qui est resté le consensus parmi les ornithologues pendant les décennies suivantes. Beebe, cependant, continue à avancer son hypothèse Tetrapteryx jusque dans les années 1940.
En 2003, l'hypothèse Tetrapteryx de Beebe est confirmée par la découverte du Microraptor gui, un petit dinosaure à plumes qui possédait des plumes de vol asymétriques sur ses membres antérieurs et postérieurs. L'hypothèse Tetrapteryx de Beebe est aujourd'hui considérée comme prémonitoire en raison de sa prédiction de l'anatomie et de la posture de vol, probablement faite pour planer, du Microraptor gui, que Richard Prum (en) décrit comme « [ayant] l'air de sortir tout droit des pages des carnets de Beebe ». La découverte de cet animal a eu pour effet de ressusciter la théorie de Beebe selon laquelle les plumes des pattes ont joué un rôle important dans l'origine du vol chez les oiseaux.